# ジョージ・フロリアーノ・デ・トレド
ジョージ・フロリアーノ・デ・トレド（Jorge Floriano de Toledo、1958年3月16日 - ）は、ブラジルの元サッカー選手、サッカー指導者。ポジションはディフェンダー。
弟のエジソン・アパレシード・デ・ソウザも元サッカー選手である。

## 経歴
1978年5月に日本サッカーリーグの読売サッカークラブに入団し、11シーズンに渡り守備陣の主軸として活躍し数多くのタイトル獲得に貢献した。1990年7月には東海社会人サッカーリーグの日本電装サッカー部に移籍し4シーズン在籍した。
引退後はユース年代の指導者を歴任し、2008年からトレドサッカークラブを開校し監督を務めている。